# Elisabeth Lupka
Elisabeth Lupka (27 octobre 1902 – 8 janvier 1949) est une gardienne du camp d'Auschwitz pendant la Seconde Guerre mondiale.

## Biographie
Elisabeth Lupka est née à Klein-Damner, en Allemagne (aujourd'hui Dąbrówka Mała, dans la voïvodie de Lubusz en Pologne). Elle se marie en 1934, n'a pas d'enfants et finit par divorcer. En 1937, elle part travailler à Berlin dans une usine d'avions.
En 1942, elle quitte son emploi d'ouvrière et entre dans une formation de gardienne au camp de Ravensbrück. Lupka en sort diplômée en tant qu'Aufseherin. En mars 1943, est affectée à Auschwitz-Birkenau dans la Pologne occupée comme Aufseherin, puis en tant que Blockführerin (superviseure de bloc), où elle bat de nombreux prisonniers avec un fouet et sélectionne ceux à envoyer aux chambres à gaz. Elle reste dans le camp jusqu'aux dernières évacuations de janvier 1945 et accompagne une marche de la mort jusque Loslau en Silésie (aujourd'hui Wodzisław Śląski en Pologne). Elle retourne à Ravensbrück plus tard le même mois,.
Le 6 juin 1945, Elisabeth Lupka est arrêtée par les troupes alliées et envoyée dans un camp d'internement. Deux ans plus tard, le 6 juillet 1948, après une longue enquête, elle est déférée devant la cour de Cracovie pour crimes de guerre, principalement pour les mauvais traitements infligés aux prisonniers et son implication dans les sélections des détenus vers les chambres à gaz. Elle est déclarée coupable et exécutée par pendaison, le 8 janvier 1949 dans prison de Montelupich de Cracovie. Elle avait 46 ans. Son cadavre fut plus tard envoyé à l'université Jagellonne de Cracovie, en Pologne, afin d'être utilisé par des étudiants en médecine.